# Mai-Mne Subregion
Mai-Mne Subregion är ett distrikt i Eritrea.   Det ligger i regionen Debubregionen, i den centrala delen av landet, 100 km sydväst om huvudstaden Asmara.